# بایما، شهرستان مییی
بایما، شهرستان مییی (به لاتین: Baima) یک شهرک در جمهوری خلق چین است که در مایای واقع شده‌است. بایما ۱٬۱۵۵ متر بالاتر از سطح دریا واقع شده‌است.